# رخصة صيد
رخصة الصيد أو رخصة القنص هي آلية تنظيمية أو قانونية للتحكم في الصيد التجاري والترفيهي. قد يُنظم الصيد تنظيمًا غير رسمي بموجب قانون غير مكتوب أو ضبط النفس أو مدونة أخلاقية أو قوانين حكومية. تشمل أغراض طلب تراخيص الصيد حماية الموارد الطبيعية ،  وزيادة الإيرادات الضريبية (غالبًا ولكن ليس دائمًاللأموال المخصصة).